# Sońka
Sońka – powieść Ignacego Karpowicza opublikowana w 2014 roku. Jej akcja rozgrywa się na Podlasiu. Jej bohaterką jest niepiśmienna chłopka, Sonia, która w młodości miała romans z żołnierzem SS. Po latach spotyka ją modny reżyser teatralny z Warszawy i postanawia przerobić jej historię na spektakl. 
Powieść wyrasta z autentycznej historii o romansie chłopki z Niemcem, którą to historię dziesięć lat temu, jeszcze przed swoim pisarskim debiutem, Karpowicz usłyszał od krewnego, malarza Leona Tarasewicza. Początkowo przyszły pisarz miał zamiar spotkać się z pierwowzorem Sońki (kobieta wtedy jeszcze żyła), jednak ostatecznie nie zdecydował się na to. Stworzył jednak wtedy pierwszą wersję Sońki, jednak nie była ona udana, więc prace odłożył. 
Powieść została zaadaptowana jako słuchowisko radiowe, czytane przez Annę Gajewską, prezentowane przez Polskie Radio Białystok oraz dwukrotnie zainscenizowana. Po raz pierwszy w reżyserii Agnieszki Korytkowskiej-Mazur (wcześniej stworzeniem adaptacji teatralnej powieści byli zainteresowani Grzegorz Jarzyna i Tadeusz Słobodzianek) w Teatrze Dramatycznym w Białymstoku, a po raz drugi przez grupę uczniów z klasy o profilu humanistycznym w XXVII Liceum Ogólnokształcącego im. Tadeusza Czackiego w Warszawie podczas 29. Festiwalu Teatralnego w Czackim.
Utwór nominowany był do Nagrody Literackiej Nike 2015.